# Daan Doesborgh
Daan Doesborgh (Steyl, 1988) is een Nederlands dichter, columnist, vertaler en podcastmaker.

## Biografie
In 2005 stapte Doesborgh tijdens een open podium voor het eerst achter een microfoon. Hij kreeg de status van stadsdichter van Venlo in 2006, die hij behield tot 2011.
Zijn eerste dichtbundel, De Reeds Beweende Liefdes van Daan Doesborgh, verscheen in 2008. Hij nam deel aan poetry slams en won in 2010, samen met Martijn Teerlinck, het Nederlands Kampioenschap Poetry Slam. In datzelfde jaar verscheen zijn tweede dichtbundel, De Venus Suikerspin.
Een van zijn gedichten is opgenomen in de bloemlezing van Gerrit Komrij, De 21e eeuw in 185 gedichten (2010, ISBN 9789023454342), en een in de bloemlezing van Ilja Leonard Pfeijffer, De Nederlandse poëzie van de twintigste en de eenentwintigste eeuw in 1000 en enige gedichten (2016, ISBN 9789044631975).
In juni 2011 was Doesborgh deelnemer aan het Wereldkampioenschap Poetry Slam in Parijs, waar hij de halve finale bereikte.
Als student boekwetenschap inventariseerde Doesborgh met een groep andere studenten in 2012 de boekenverzameling van Harry Mulisch, onder leiding van Marita Mathijsen. Hij maakte hierover in 2020 met Johan Kuiper en Stefanie Liebreks de zesdelige podcast De Mulisch-tapes.
Doesborgh schreef het libretto voor de door Bart de Vrees gecomponeerde opera Kastje... Muur, die voor het eerst werd opgevoerd in december 2014 in het Muziekgebouw in Amsterdam, gedirigeerd door Ed Spanjaard.
In 2016 presenteerde Doesborgh een literaire quiz op het festival A Campingflight to Lowlands Paradise. Die dag werd hij live geïnterviewd door dj/presentator Frank van der Lende tijdens de 3FM-radio-uitzending vanaf het festival, waarbij Van der Lende de stem van Doesborgh belachelijk maakte.
Doesborgh presenteert sinds 2017 de Poëziepodcast, uitgegeven en mogelijk gemaakt door Vrij Nederland en Stichting Literaire Activiteiten Amsterdam (SLAA).
Zijn vertaling van de gedichtencyclus The Crow van de Britse poet laureate Ted Hughes kwam in 2020 uit bij uitgeverij De Bezige Bij in een tweetalige editie (Engels en Nederlands) onder de titel Kraai - Uit het Leven en de Liederen van de Kraai (ISBN 9789403106311).
Hij is voorzitter van de stichting Propria Cures, die het studentenweekblad Propria Cures uitgeeft, sinds 2020.